# Campionati oceaniani di canoa slalom 2022
I Campionati oceaniani di canoa slalom 2021 sono stati la 7ª edizione della competizione continentale. Si sono svolti a Penrith, in Australia, dal 28 al 30 gennaio 2022.

## Podi

### Uomini
| Evento    | Oro            | Punti  | Argento          | Punti  | Bronzo           | Punti  |
| Canoa C-1 | Tristan Carter | 106.15 | Kaylen Bassett   | 107.67 | Lachlan Bassett  | 107.87 |
| Kayak K-1 | Lucien Delfour | 95.42  | Mathieu Biazizzo | 97.23  | Timothy Anderson | 100.66 |

### Donne
| Evento    | Oro         | Punti  | Argento    | Punti  | Bronzo        | Punti  |
| Canoa C-1 | Jessica Fox | 106.38 | Noemie Fox | 118.29 | Kate Eckhardt | 122.26 |
| Kayak K-1 | Jessica Fox | 105.09 | Noemie Fox | 110.95 | Kate Eckhardt | 116.05 |